# Unterseeboot 754
L'Unterseeboot 754 ou U-754 est un sous-marin allemand (U-Boot) de type VIIC utilisé par la Kriegsmarine pendant la Seconde Guerre mondiale.
Le sous-marin est commandé le 9 octobre 1939 à Wilhelmshaven (Kriegsmarinewerft), sa quille posée le 8 janvier 1940, il est lancé le 5 juillet 1941 et mis en service le 28 août 1941, sous le commandement du Kapitänleutnant Johannes Ostermann.
L' U-754 est suspecté de crime de guerre durant l'une de ses opérations. Il aurait abattu des naufragés rejoignant des canots de sauvetage, après le mitraillage de leur bateau de pêche au large des côtes américaines.
Il est coulé en juillet 1942 dans l'Atlantique Nord par la RCAF. Cette attaque met fin à toute procédure contre l'équipage.

## Conception
Unterseeboot type VII, l'U-754 avait un déplacement de 769 tonnes en surface et 871 tonnes en plongée. Il avait une longueur totale de 67,10 m, un maître-bau de 6,20 m, une hauteur de 9,60 m et un tirant d'eau de 4,74 m. Le sous-marin était propulsé par deux hélices de 1,23 m, deux moteurs diesel Germaniawerft M6V 40/46 de 6 cylindres en ligne de 1 400 cv à 470 tr/min, produisant un total de 2 060 à 2 350 kW en surface et de deux moteurs électriques Brown, Boveri & Cie GG UB 720/8 de 375 cv à 295 tr/min, produisant un total 550 kW, en plongée. Le sous-marin avait une vitesse en surface de 17,7 nœuds (32,8 km/h) et une vitesse de 7,6 nœuds (14,1 km/h) en plongée. Immergé, il avait un rayon d'action de 80 milles marins (150 km) à 4 nœuds (7,4 km/h; 4,6 milles par heure) et pouvait atteindre une profondeur de 230 m. En surface son rayon d'action était de 8 500 milles nautiques (soit 15 700 km) à 10 nœuds (19 km/h).
 L'U-754 était équipé de cinq tubes lance-torpilles de 53,3 cm (quatre montés à l'avant et un à l'arrière) qui contenait quatorze torpilles. Il était équipé d'un canon de 8,8 cm SK C/35 (220 coups) et d'un canon antiaérien de 20 mm Flak. Il pouvait transporter 26 mines TMA ou 39 mines TMB. Son équipage comprenait 4 officiers et 40 à 56 sous-mariniers.

## Historique
Il se trouve en entraînement initial à la 5. Unterseebootsflottille jusqu'au 30 novembre 1941, puis rejoint son unité de combat dans la 1. Unterseebootsflottille.
Il quitte Kiel en Allemagne pour sa première patrouille sous les ordres du Kapitänleutnant Hans Oestermann le 30 décembre 1941. Il longe les côtes de Terre-Neuve et coule, du 21 au 27 janvier, quatre navires pour un total de 11 386 tonneaux. Il échappe à une attaque de grenades d'un avion de l'aviation royale canadienne le 23 janvier 1942. Après 42 jours en mer, il rejoint la base sous-marine de Brest le 9 février 1942.
Sa deuxième patrouille, du 7 mars 1942 au 25 avril 1942, soit 50 jours en mer, augmente ses résultats de huit autres navires coulés, pour un total de 32 068 tonneaux, en naviguant le long des côtes américaines (opération Paukenschlag ou « Second Happy Time » ou opération Drumbeat) en janvier 1942.
Il quitte Brest le 19 juin 1942  pour sa troisième et dernière patrouille au large de la côte Est des États-Unis. Dix jours après son départ, l'U-754 envoie par le fond un navire marchand de 12 435 tonneaux dans l'Atlantique Nord.
Lorsque les navires se déplacent en convois, l'amiral Dönitz rappelle le 19 juillet 1942 les deux derniers U-Boote croisant  au cap Hatteras, l'U-754 et l'U-458.
Fin juillet 1942, l'U-754 se trouve impliqué dans une action de guerre controversée, lorsqu'il envoie par le fond le bateau de pêche Ebb près du cap de Sable, en Nouvelle-Écosse. L' Ebb est un bateau à moteur naviguant au large de Boston armé par la General Sea Foods Company. L'équipage du navire de 260 tonnes estimait qu'il était peu probable qu'il soit la cible d'un sous-marin allemand, leur navire étant trop petit pour une attaque en surface. Le 28 juillet 1942, alors qu'ils pêchent au large du cap de Sable, les hommes voient l'U-754 faire surface devant eux. Le sous-marin ouvre le feu sans sommation avec ses canons antiaériens. L'équipage envoie les signaux signalant sa reddition, mais les coups de feu continuent, tuant des marins mettant à l'eau les canots de sauvetage. Cinq des dix-sept membres de l'équipage sont tués ; sept autres sont grièvement blessés avant que l'Ebb ne sombre, touché par plus de cinquante coups de canon. Les survivants sont retrouvés et sauvés quatorze heures plus tard par le destroyer HMS Witherington (en).
Des incidents similaires de mitraillage visant des équipages sans défense sont imputés à l' U-247, à l' U-552 ainsi qu'à l' U-852.
Le 31 juillet 1942 l'U-754 est repéré par un navire de la marine canadienne, ses transmissions radio trahissant sa position. Un bombardier Hudson décolle pour intercepter l'U-Boot bientôt repéré en surface au sud de Yarmouth, non loin du lieu du naufrage de l'Ebb. L'avion attaque avec des charges de profondeur, le sous-marin amorçant sa plongée. Une forte déflagration sous-marine survient, à la position 43° 02′ N, 64° 52′ O, tuant la totalité des quarante-trois membres d'équipage.
Il est le premier sous-marin allemand coulé par l'aviation canadienne pendant la guerre.

## Affectations
- 5. Unterseebootsflottille du 28 août 1941 au 30 novembre 1941 (Période de formation).
- 1. Unterseebootsflottille du 1er décembre 1941 au 31 juillet 1942 (Unité combattante).

## Commandement
- Kapitänleutnant Hans Oestermann du 28 août 1941 au 31 juillet 1942.

## Patrouilles
|       | Commandant             | Départ           | Départ | Arrivée         | Arrivée | Jours     | Succès   |
| ----- | ---------------------- | ---------------- | ------ | --------------- | ------- | --------- | -------- |
| 1     | Kptlt. Hans Oestermann | 30 décembre 1941 | Kiel   | 9 février 1942  | Brest   | 42 jours  | 11 386   |
| 2     | Kptlt. Hans Oestermann | 7 mars 1942      | Brest  | 25 avril 1942   | Brest   | 50 jours  | 32 068   |
| 3     | Kptlt. Hans Oestermann | 19 juin 1942     | Brest  | 31 juillet 1942 | Coulé   | 43 jours  | 12 695   |
| Total | Total                  | Total            | Total  | Total           | Total   | 135 jours | 56 149 t |

Note : Kptlt. = Kapitänleutnant

### OpérationsWolfpack
L'U-754 a opéré avec les Wolfpacks (meute de loups) durant sa carrière opérationnelle.
- Ziethen (6–22 janvier 1942)

## Navires coulés
L'U-754 a coulé 13 navires marchands totalisant 55 659 tonneaux et a endommagé 1 navire marchand de 490 tonneaux au cours des 3 patrouilles (135 jours en mer) qu'il effectua.
| Date            | Nom              | Nationalité | Tonnage | Convoi | Fait      | Localisation         |
| --------------- | ---------------- | ----------- | ------- | ------ | --------- | -------------------- |
| 21 janvier 1942 | Belize           | Norvège     | 2 135   | -      | Coulé     | 47° 21′ N, 52° 08′ O |
| 21 janvier 1942 | William Hansen   | Norvège     | 1 344   | -      | Coulé     | 45° 56′ N, 52° 47′ O |
| 25 janvier 1942 | Mount Kitheron   | Grèce       | 3 876   | ON-55  | Coulé     | 47° 32′ N, 52° 31′ O |
| 26 janvier 1942 | Icarion          | Grèce       | 4 013   | ON-53  | Coulé     | 46° 02′ N, 52° 22′ O |
| 23 mars 1942    | British Prudence | Royaume-Uni | 8 620   | HX-181 | Coulé     | 45° 28′ N, 56° 13′ O |
| 31 mars 1942    | Menominee        | USA         | 441     | -      | Coulé     | 37° 34′ N, 75° 25′ O |
| 31 mars 1942    | Ontario          | USA         | 490     | -      | Endommagé | 37° 34′ N, 75° 25′ O |
| 31 mars 1942    | Barnegat         | USA         | 914     | -      | Coulé     | 37° 34′ N, 75° 25′ O |
| 31 mars 1942    | Alleghany        | USA         | 914     | -      | Coulé     | 37° 34′ N, 75° 25′ O |
| 1er avril 1942  | Tiger            | USA         | 5 992   | -      | Coulé     | 36° 50′ N, 75° 49′ O |
| 3 avril 1942    | Otho             | USA         | 4 389   | -      | Coulé     | 36° 25′ N, 72° 22′ O |
| 6 avril 1942    | Kollskeg         | Norvège     | 9 858   | -      | Coulé     | 34° 58′ N, 68° 38′ O |
| 29 juin 1942    | Waiwera          | Royaume-Uni | 12 435  | -      | Coulé     | 45° 49′ N, 34° 29′ O |
| 28 juillet 1942 | Ebb              | USA         | 260     | -      | Coulé     | 43° 18′ N, 63° 50′ O |